# Certificato del tesoro zero-coupon
Un certificato del tesoro zero-coupon (CTZ), è un titolo senza cedola (zero-coupon), di durata 24 mesi, emesso dal governo allo scopo di finanziare il debito pubblico italiano.
I CTZ sono soggetti a riaperture che possono ridurne la durata originaria. Inoltre, la data di scadenza coincide sempre con un giorno lavorativo.
Sui mercati secondari possono essere scambiati presso il Mercato telematico delle obbligazioni e dei titoli di Stato (MOT) (per tagli di 1000 € o multipli) e presso il segmento MTS (per quantità superiori ai 2,5 milioni di euro).

## Remunerazione
Non avendo cedole tutta la remunerazione consiste nello scarto di emissione, ovvero la differenza tra il valore nominale a cui il titolo viene rimborsato a scadenza e il prezzo pagato all'atto della sottoscrizione. In effetti, i BOT possono essere considerati un caso di CTZ, dai quali si differenziano esclusivamente per la durata; 3, 6 o 12 mesi nel caso dei BOT, 24 mesi per i CTZ. Inoltre la tassazione è, per i soli BOT, anticipata, per cui il prezzo d'acquisto è aumentato dall'aliquota che si applica alla plusvalenza.
Utilizzando la formula del montante in capitalizzazione composta, per ricavare il rendimento lordo del titolo (r), espresso in percentuale, si ha:
{\displaystyle r={\sqrt[{n}]{\dfrac {VR}{VE}}}-1}
dove n è la durata del titolo espressa in anni, VR il valore di rimborso e VE il valore di emissione. Per un CTZ a 2 anni, ad esempio, se il valore di emissione è pari a 97 si ha:
{\displaystyle {\sqrt {\dfrac {100}{97}}}-1=1,53\%}.

## Emissione
L'asta dei CTZ è riservata agli intermediari istituzionali autorizzati ai sensi del decreto legislativo 24 febbraio 1998, n. 58. Il taglio per l'acquisto è di minimo 1000 euro e multipli.